# Mauá (Ijuí)
Mauá é um distrito rural do município brasileiro de Ijuí, no estado do Rio Grande do Sul.